# Емануеле Джерия
Емануеле Джериа (на италиански: Emanuele Geria), е италиански футболист, вратар на Славия (София).

## Биография
Емануеле Джериа е роден на 19 юли 1995 г. в Реджо ди Калабрия. Започва своята кариера в юношеския отбор на Реджина. През 2012 г. е прехвърлен в АК Сиена, а следващият сезон отива в Трапани Калчо като „безплатен“ трансфер.
През януари 2015 г. изиграва един мач с Читановезе Калчо, но през сезон 2015 – 2016 е част от възрастния отбор на Трапани Калчо. В трите мача, в които е включен в състава на Трапани Калчо, той остава резерва.
Прави своя дебют за Славия (София) на 19 март 2018 г. срещу тима на Пирин (Благоевград), спечелен от белите с 3:1.